# Aposiopesis
Een aposiopesis (van het oud-Griekse woord ἀποσιώπησις, stil worden), ook aposiopese, reticentie of verzwijging is een stijlfiguur waarbij een zin, nog voordat deze voltooid is, plotseling wordt afgebroken.
Voorbeelden
- Die politici, ik zou ze ...
- We hebben al een tijdje niets van hem gehoord. Denk je dat hij ...
- En daarom is een einde beter, als je eindigt waar men het nie ...[1]
- De vooral in toneelstukken gebezigde aposiopesis: U bedoelt - ?
- Een enorme bliksemflits verlichtte het spreukjesbos. Terwijl Grietje enthousiast begon te tellen, zakte Hans dodelijk getroffen op de grond. Zijn laatste woorden waren:
"De dood komt altijd ..."
"Zo", zei de heks, "dat was wel heel onverwacht."[2]

## Functie
De lezer of luisteraar wordt door middel van deze stijlfiguur min of meer gedwongen de gedachtenloop en/of strekking van de schrijver of spreker te volgen en/of op deze boodschap op zijn eigen manier te interpreteren en voort te zetten. De auteur of spreker gebruikt deze stijlfiguur dus vooral om de hevigheid van zijn gevoelens op verkapte wijze des te sterker te verwoorden.

## Verwante begrippen
Aposiopesis is een vorm van allusie, maar een waarbij de betreffende persoon of zaak niet expliciet genoemd wordt met behulp van een "benaderende" omschrijving. De stijlfiguur onderscheidt zich hierdoor bijvoorbeeld van antonomasie. Pregnantie speelt een grote rol bij aposiopesis, en net als bij bepaalde vormen van understatement wordt er extra veel nadruk op de betekenis van het niet-uitgesprokene gelegd, juist doordat de boodschap zelf niet expliciet wordt vermeld.
De tactische voordelen zijn ook vergelijkbaar met die van de retorische vraag, die vaak ook hetzelfde doel heeft: er wordt wel geïnsinueerd, maar niets expliciet geuit.